# Formula integrale di Cauchy
In matematica, la formula integrale di Cauchy è uno strumento fondamentale dell'analisi complessa. Il teorema mette in relazione il valore di una funzione olomorfa in un punto con il suo integrale di contorno lungo una curva semplice chiusa.
Dalla formula di Cauchy dipendono numerose proprietà delle funzioni olomorfe.

## Enunciato
Sia {\displaystyle f(z)} una funzione olomorfa definita su un insieme {\displaystyle A} aperto del piano complesso {\displaystyle \mathbb {C} }. Sia {\displaystyle \gamma } una curva semplice chiusa contenuta in {\displaystyle A}. Sia {\displaystyle S} la regione racchiusa da {\displaystyle \gamma } percorsa in senso antiorario e sia {\displaystyle z} un punto qualsiasi interno ad {\displaystyle S} dove la funzione è definita, che non sia sulla curva {\displaystyle \gamma }, allora vale la relazione: 
{\displaystyle f(z)={\frac {1}{2\pi i}}\oint _{\gamma }{\frac {f(\xi )}{\xi -z}}\mathrm {d} \xi .}
La formula di Cauchy esprime quindi il valore di una funzione in ogni punto del dominio {\displaystyle S} mediante i valori che essa assume sul contorno di tale dominio, tramite un integrale di contorno.

## Dimostrazione
Si consideri un cerchio {\displaystyle C_{\varepsilon }} centrato in {\displaystyle z} di raggio {\displaystyle \varepsilon } che sia interamente contenuto in {\displaystyle S}. Per il teorema integrale di Cauchy sono uguali i due integrali
{\displaystyle {\frac {1}{2\pi i}}\oint _{\gamma }{{\frac {f\left(\xi \right)}{\xi -z}}\mathrm {d} \xi }={\frac {1}{2\pi i}}\oint _{C_{\varepsilon }}{{\frac {f\left(\xi \right)}{\xi -z}}\mathrm {d} \xi }.}
Il secondo integrale può essere calcolato con la sostituzione {\displaystyle \xi -z=\varepsilon e^{i\theta }}, ottenendo
{\displaystyle {\frac {1}{2\pi i}}\oint _{C_{\varepsilon }}{{\frac {f\left(\xi \right)}{\xi -z}}\mathrm {d} \xi }={\frac {1}{2\pi }}\int _{0}^{2\pi }{f\left({z+\varepsilon e^{i\theta }}\right)\mathrm {d} \theta }.}
Ma per il teorema integrale di Cauchy l'integrale sul cerchio è indipendente dal raggio, pertanto si può calcolare per qualunque {\displaystyle \varepsilon }, in particolare si può far tendere {\displaystyle \varepsilon } a {\displaystyle 0}, e siccome {\displaystyle f(z)} è continua si ottiene
{\displaystyle \lim \limits _{\varepsilon \to 0}{\frac {1}{2\pi }}\int _{0}^{2\pi }{f\left({z+\varepsilon e^{i\theta }}\right)\mathrm {d} \theta }={\frac {f(z)}{2\pi }}\int _{0}^{2\pi }{\mathrm {d} \theta }=f(z),}
e quindi in definitiva
{\displaystyle {\frac {1}{2\pi i}}\oint _{\gamma }{{\frac {f\left(\xi \right)}{\xi -z}}\mathrm {d} \xi }=f\left(z\right).}

## Generalizzazione
Sia {\displaystyle f(z)} una funzione olomorfa definita su un insieme {\displaystyle A} aperto del piano complesso {\displaystyle \mathbb {C} }. Sia {\displaystyle \gamma } una curva chiusa contenuta in {\displaystyle A}. Sia {\displaystyle S} la regione racchiusa da {\displaystyle \gamma } percorsa in senso antiorario e sia {\displaystyle z} un punto qualsiasi interno a {\displaystyle S} dove la funzione è definita, che non sia sulla curva {\displaystyle \gamma }, allora vale la relazione:
{\displaystyle f(z){\text{Ind}}_{\gamma }(z)={\frac {1}{2\pi i}}\oint _{\gamma }{\frac {f(\xi )}{\xi -z}}d\xi .}

### Dimostrazione
Consideriamo la funzione
{\displaystyle F(\xi )={\frac {f(\xi )-f(z)}{\xi -z}},}
la quale è olomorfa in {\displaystyle A\backslash \{z\}}, inoltre vale {\displaystyle \lim _{\xi \rightarrow z}(\xi -z)F(\xi )=0}. Quindi, per il teorema integrale di Cauchy, si ha
{\displaystyle \oint _{\gamma }F(\xi )d\xi =0,}
In altre parole si ottiene che
{\displaystyle f(z)\oint _{\gamma }{\frac {1}{\xi -z}}d\xi =\oint _{\gamma }{\frac {f(\xi )}{\xi -z}}d\xi .}
Infine, dalla definizione di indice rispetto a una curva, si ottiene la tesi.

## Applicazioni

### Derivate
Dalla formula di Cauchy segue che ogni funzione olomorfa è derivabile infinite volte. Le derivate della funzione sono calcolabili tramite una formula analoga, valida nelle stesse ipotesi descritte sopra:
{\displaystyle {\frac {\mathrm {d} ^{n}f\left(z\right)}{\mathrm {d} z^{n}}}={\frac {n!}{2\pi i}}\oint _{\gamma }{{\frac {f\left({\xi }\right)}{\left({\xi -z}\right)^{n+1}}}\mathrm {d} \xi }.}

#### Dimostrazione
Si consideri un incremento {\displaystyle \Delta z} in modo che {\displaystyle (z+\Delta z)\in S}. Utilizzando la rappresentazione integrale si ha:
{\displaystyle {\begin{aligned}f(z+\Delta z)-f(z)&=\\&={\frac {1}{2\pi i}}\oint _{\gamma }{\frac {f(\xi )}{\xi -z-\Delta z}}\mathrm {d} \xi -{\frac {1}{2\pi i}}\oint _{\gamma }{\frac {f(\xi )}{\xi -z}}\mathrm {d} \xi \\&={\frac {\Delta z}{2\pi i}}\oint _{\gamma }{\frac {f(\xi )\mathrm {d} \xi }{(\xi -z)(\xi -z-\Delta z)}}.\end{aligned}}}
Quindi:
{\displaystyle {\frac {f(z+\Delta z)-f(z)}{\Delta z}}={\frac {1}{2\pi i}}\oint _{\gamma }{\frac {f(\xi )\mathrm {d} \xi }{(\xi -z)(\xi -z-\Delta z)}},}
passando al limite per {\displaystyle \Delta z\to 0} si ottiene:
{\displaystyle f'(z)={\frac {1}{2\pi i}}\oint _{\gamma }{\frac {f(\xi )}{(\xi -z)^{2}}}\mathrm {d} \xi .}
Per ottenere questo risultato si poteva pensare di derivare direttamente sotto il segno di integrale, ma la giustificazione di questo approccio è contenuta nell'analisi precedente.
Ora però per calcolare le successive derivate si può derivare direttamente sotto il segno di integrale. Abbiamo già dimostrato che la formula di derivazione è vera per {\displaystyle n=1}, pertanto procediamo per induzione: dimostriamo che se è vera per {\displaystyle n}, allora è vera anche per {\displaystyle n+1}:
{\displaystyle {\begin{aligned}{\frac {\mathrm {d} ^{n+1}f(z)}{\mathrm {d} z^{n+1}}}&=\\&={\frac {\mathrm {d} }{\mathrm {d} z}}\left[{\frac {\mathrm {d} ^{n}f(z)}{\mathrm {d} z^{n}}}\right]\\&={\frac {\mathrm {d} }{\mathrm {d} z}}\left[{\frac {n!}{2\pi i}}\oint _{\gamma }{\frac {f(\xi )}{(\xi -z)^{n+1}}}\mathrm {d} \xi \right]\\&={\frac {n!}{2\pi i}}\oint _{\gamma }f(\xi ){\frac {\mathrm {d} }{\mathrm {d} z}}\left[{\frac {1}{(\xi -z)^{n+1}}}\right]\mathrm {d} \xi \\&={\frac {n!(n+1)}{2\pi i}}\oint _{\gamma }{\frac {f(\xi )}{(\xi -z)^{(n+1)+1}}}\mathrm {d} \xi \\&={\frac {(n+1)!}{2\pi i}}\oint _{\gamma }{\frac {f(\xi )}{(\xi -z)^{(n+1)+1}}}\mathrm {d} \xi .\end{aligned}}}

### Teorema della media
Il valore di una funzione analitica {\displaystyle f(z)} in un punto coincide con la media dei valori assunti dalla funzione sui punti di un cerchio di raggio arbitrario {\displaystyle r} centrato in {\displaystyle z}, ossia 
{\displaystyle f\left(z\right)={\frac {1}{2\pi }}\int _{0}^{2\pi }{f\left({z+re^{i\theta }}\right)\mathrm {d} \theta }.}
Il raggio deve essere scelto in modo che il cerchio sia interamente contenuto nel dominio di analiticità della {\displaystyle f(z)} e non contenga punti singolari.

#### Dimostrazione
Basta utilizzare il teorema di rappresentazione integrale sul cerchio di raggio {\displaystyle r} centrato in {\displaystyle z} e usare la sostituzione {\displaystyle \xi -z=re^{i\theta }} ottenendo
{\displaystyle {\begin{aligned}f\left(z\right)&={\frac {1}{2\pi i}}\oint _{C_{r}}{{\frac {f\left({\xi }\right)}{\xi -z}}\mathrm {d} \xi }\\&={\frac {1}{2\pi i}}\int _{0}^{2\pi }{{\frac {f\left({z+re^{i\theta }}\right)}{re^{i\theta }}}ire^{i\theta }\mathrm {d} \theta }\\&={\frac {1}{2\pi }}\int _{0}^{2\pi }{f\left({z+re^{i\theta }}\right)\mathrm {d} \theta }.\end{aligned}}}

### Stime
Sia {\displaystyle f(z)} una funzione limitata {\displaystyle \left|{f\left(z\right)}\right|\leq M}, {\displaystyle \gamma } una curva chiusa contenuta nella regione di analiticità di {\displaystyle f(z)}, {\displaystyle L} la lunghezza della curva e {\displaystyle \delta } la distanza minima tra un punto {\displaystyle z} e {\displaystyle \gamma }. Valgono allora le seguenti disuguaglianze:
{\displaystyle {\begin{aligned}\left|{f\left(z\right)}\right|&\leq {\frac {ML}{2\pi \delta }},\\\left|{\frac {d^{n}f\left(z\right)}{dz^{n}}}\right|&\leq {\frac {n!ML}{2\pi \delta ^{n+1}}}.\end{aligned}}}

#### Dimostrazione
Per la dimostrazione basta osservare le seguenti disuguaglianze nelle quali si è usata la disuguaglianza di Darboux considerando che {\displaystyle \left|{f\left(z\right)}\right|\leq M} e che {\displaystyle \left|{\xi -z}\right|\geq \delta }
{\displaystyle {\begin{aligned}|f(z)|&=\left|{{\frac {1}{2\pi }}\oint _{\gamma }{{\frac {f(\xi )}{\xi -z}}\mathrm {d} \xi }}\right|\\&\leq {\frac {1}{2\pi }}\oint _{\gamma }{\left|{\frac {f(\xi )}{\xi -z}}\right|\mathrm {d} \xi }\\&\leq {\frac {M}{2\pi \delta }}\oint _{\gamma }\mathrm {d} \xi \\&={\frac {ML}{2\pi \delta }},\\\\\left|{\frac {\mathrm {d} ^{n}f\left(z\right)}{\mathrm {d} z^{n}}}\right|&=\left|{{\frac {n!}{2\pi }}\oint _{\gamma }{{\frac {f\left({\xi }\right)}{\left({\xi -z}\right)^{n+1}}}\mathrm {d} \xi }}\right|\\&\leq {\frac {n!}{2\pi }}\oint _{\gamma }{\left|{\frac {f\left({\xi }\right)}{\left({\xi -z}\right)^{n+1}}}\right|\mathrm {d} \xi }\\&\leq {\frac {n!M}{2\pi \delta ^{n+1}}}\oint _{\gamma }\mathrm {d} \xi \\&={\frac {n!ML}{2\pi \delta ^{n+1}}}.\end{aligned}}}

### Inverso del teorema di rappresentazione integrale
Se una funzione {\displaystyle f(z)} può essere scritta nella forma
{\displaystyle f\left(z\right)={\frac {1}{2\pi i}}\oint _{\gamma }{{\frac {f\left({z'}\right)}{z'-z}}\mathrm {d} z'}}
ed è una funzione continua, allora {\displaystyle f(z)} è una funzione analitica all'interno del dominio {\displaystyle S} delimitato dalla curva {\displaystyle \gamma }.

#### Dimostrazione
Si calcoli
{\displaystyle {\begin{aligned}\left|{{\frac {f\left({z+\Delta z}\right)-f(z)}{\Delta z}}-{\frac {1}{2\pi i}}\oint _{\gamma }{{\frac {f\left({\xi }\right)}{\left({\xi -z}\right)^{2}}}\mathrm {d} \xi }}\right|={\frac {1}{2\pi }}\left|{\oint _{\gamma }{{\frac {f\left({\xi }\right)}{\left({\xi -z-\Delta z}\right)\Delta z}}\mathrm {d} \xi }-\oint _{\gamma }{{\frac {f\left({\xi }\right)}{\left({\xi -z}\right)\Delta z}}\mathrm {d} \xi -\oint _{\gamma }{{\frac {f\left({\xi }\right)}{\left({\xi -z}\right)^{2}}}\mathrm {d} \xi }}}\right|={\frac {1}{2\pi }}\left|{\Delta z\oint _{\gamma }{{\frac {f(\xi )}{\left({\xi -z-\Delta z}\right)\left({\xi -z}\right)^{2}}}\mathrm {d} \xi }}\right|.\end{aligned}}}
Per ipotesi {\displaystyle f(z)} è continua, quindi anche limitata (quindi esiste l'integrale), quindi
{\displaystyle \lim \limits _{\Delta z\to 0}\left|{\Delta z\oint _{\gamma }{{\frac {f\left({\xi }\right)}{\left({\xi -z-\Delta z}\right)\left({\xi -z}\right)^{2}}}\mathrm {d} \xi }}\right|=0,}
quindi esiste la derivata di {\displaystyle f(z)}:
{\displaystyle {\frac {\mathrm {d} f\left(z\right)}{\mathrm {d} z}}={\frac {1}{2\pi i}}\oint _{\gamma }{{\frac {f\left({\xi }\right)}{\left({\xi -z}\right)^{2}}}\mathrm {d} \xi }.}
Ma se la derivata esiste, allora valgono le condizioni di Cauchy-Riemann, perciò {\displaystyle f(z)} è analitica.